# Supercopa de Chile 2021
La Supercopa de Chile 2021, también conocida como «Supercopa Easy 2021», fue la 9.º edición de la competición que se tenía que disputar entre los campeones de la Primera División del año 2020 y de la Copa Chile 2020, correspondiente a la temporada 2021. La competición fue reestructurada para esta edición debido a la cancelación de la Copa Chile.
Tras la cancelación de la Copa Chile 2020, la ANFP, confirmó que de manera excepcional, el rival de Universidad Católica, campeón de la Primera División, sería Ñublense, campeón de la Primera B 2020.
El torneo se llevó a cabo el 18 de noviembre de 2021, en un Estadio Ester Roa Rebolledo de Concepción con una localidad de 21 000 personas debido a las restricciones del público por la pandemia del coronavirus. Durante el tiempo reglamentario igualaron 1-1 con goles de Federico Mateos para los chillanejos y Fernando Zampedri, mediante lanzamiento penal, para el equipo de la franja. Precisamente, fue necesario dirimir el título mediante penales.
En la definición por penales, Universidad Católica se impuso por 7-6 a Ñublense. Falló Diego Buonanotte, y convirtieron para la franja Marcelino Núñez, Alfonso Parot, Ignacio Saavedra, Fernando Zampedri, Tomás Asta-Buruaga, Valber Huerta y Diego Valencia, jugador que dio el título a Católica. En Ñublense fallaron Mateos y Navarrete, y convirtieron Rivera, Abrigo, Guerra, Vargas, Pérez y Cerezo. Con este título, Universidad Católica se coronó tricampeón de la Supercopa o "SúperTricampeón". Además, superó en títulos oficiales a Universidad de Chile, uno de sus rivales clásicos. La Supercopa 2021 fue el cuarto de la franja en esta competición, siendo el club más ganador de ese trofeo.

## Participantes
Los equipos participantes serían los equipos que se coronarán campeones del Campeonato Nacional de Primera División y de la Copa Chile de la temporada 2020, respectivamente. Sin embargo, tras la cancelación de la Copa Chile 2020, el 27 de septiembre de 2021 la ANFP mediante votación, confirmó que, de manera excepcional, en esta edición, el rival será Ñublense, campeón de la Primera B 2020.
| Universidad Católica | Campeón de Primera División 2020 |
| Ñublense             | Campeón de Primera B 2020        |

## Partido
| 25         | Guardameta     | Sebastián Pérez    |     |
| 24         | Defensa        | Alfonso Parot      |     |
| 5          | Defensa        | Valber Huerta      |     |
| 2          | Defensa        | Germán Lanaro      | 77' |
| 7          | Defensa        | Tomás Asta-Buruaga |     |
| 11         | Centrocampista | Luciano Aued       | 77' |
| 8          | Centrocampista | Ignacio Saavedra   |     |
| 22         | Centrocampista | Juan Leiva         |     |
| 16         | Delantero      | Clemente Montes    | 57' |
| 9          | Delantero      | Fernando Zampedri  |     |
| 30         | Delantero      | Diego Valencia     |     |
| Entrenador | Entrenador     | Cristian Paulucci  |     |

| 1          | Guardameta     | Nicola Pérez          |     |
| 14         | Defensa        | Jovany Campusano      |     |
| 8          | Defensa        | Nicolás Vargas        |     |
| 5          | Defensa        | Rafael Caroca         |     |
| 18         | Defensa        | Bernardo Cerezo       |     |
| 30         | Centrocampista | Matías Moya           | 83' |
| 28         | Centrocampista | Manuel Rivera         |     |
| 20         | Centrocampista | Federico Mateos       |     |
| 11         | Centrocampista | Fernando Cordero      | 78' |
| 9          | Delantero      | Nicolás Guerra        |     |
| 29         | Delantero      | Maximiliano Quinteros | 59' |
| Entrenador | Entrenador     | Jaime García          |     |

| 26 | Centrocampista | Marcelino Núñez  | 57' |  |
| 17 | Defensa        | Branco Ampuero   | 77' |  |
| 18 | Centrocampista | Diego Buonanotte | 77' |  |
|    |                |                  |     |  |
|    |                |                  |     |  |

| 21 | Centrocampista | Joe Abrigo        | 59' |  |
| 22 | Delantero      | Roberto Gutiérrez | 78' |  |
| 4  | Defensa        | José Navarrete    | 83' |  |
|    |                |                   |     |  |
|    |                |                   |     |  |

| Anotado · Penal | 78' | Fernando Zampedri | 1–1 |

| Anotado | 69' | Federico Mateos | 0–1 |

|                    |                  | 0:0 | Fallo de penal   | Federico Mateos |
| Diego Buonanotte   | Fallo de penal   | 0:0 |                  |                 |
|                    |                  | 0:1 | Acierto de penal | Manuel Rivera   |
| Marcelino Núñez    | Acierto de penal | 1:1 |                  |                 |
|                    |                  | 1:2 | Acierto de penal | Joe Abrigo      |
| Alfonso Parot      | Acierto de penal | 2:2 |                  |                 |
|                    |                  | 2:3 | Acierto de penal | Nicolás Guerra  |
| Ignacio Saavedra   | Acierto de penal | 3:3 |                  |                 |
|                    |                  | 3:4 | Acierto de penal | Nicolás Vargas  |
| Fernando Zampedri  | Acierto de penal | 4:4 |                  |                 |
|                    |                  | 4:5 | Acierto de penal | Nicola Pérez    |
| Tomás Asta-Buruaga | Acierto de penal | 5:5 |                  |                 |
|                    |                  | 5:6 | Acierto de penal | Bernardo Cerezo |
| Valber Huerta      | Acierto de penal | 6:6 |                  |                 |
|                    |                  | 6:6 | Fallo de penal   | José Navarrete  |
| Diego Valencia     | Acierto de penal | 7:6 |                  |                 |

| Amonestado | 39'   | Diego Valencia    |
| Amonestado | 43'   | Juan Leiva        |
| Amonestado | 90+6' | Fernando Zampedri |

| Amonestado | 25'   | Maximiliano Quinteros |
| Amonestado | 39'   | Jovany Campusano      |
| Amonestado | 45+1' | Nicolás Vargas        |

| Otorgado · Otorgado otra vez · Expulsado | 88' | Juan Leiva |

| Árbitro             | Francisco Gilabert  |
| Árbitros asistentes | Christian Schiemann |
| Árbitros asistentes | Claudio Urrutia     |
| Cuarto árbitro      | Cristian Garay      |
| VAR                 | Juan Ignacio Lara   |
| VAR                 | Manuel Vergara      |

| 25         | Guardameta     | Sebastián Pérez    |     |
| 24         | Defensa        | Alfonso Parot      |     |
| 5          | Defensa        | Valber Huerta      |     |
| 2          | Defensa        | Germán Lanaro      | 77' |
| 7          | Defensa        | Tomás Asta-Buruaga |     |
| 11         | Centrocampista | Luciano Aued       | 77' |
| 8          | Centrocampista | Ignacio Saavedra   |     |
| 22         | Centrocampista | Juan Leiva         |     |
| 16         | Delantero      | Clemente Montes    | 57' |
| 9          | Delantero      | Fernando Zampedri  |     |
| 30         | Delantero      | Diego Valencia     |     |
| Entrenador | Entrenador     | Cristian Paulucci  |     |

| 1          | Guardameta     | Nicola Pérez          |     |
| 14         | Defensa        | Jovany Campusano      |     |
| 8          | Defensa        | Nicolás Vargas        |     |
| 5          | Defensa        | Rafael Caroca         |     |
| 18         | Defensa        | Bernardo Cerezo       |     |
| 30         | Centrocampista | Matías Moya           | 83' |
| 28         | Centrocampista | Manuel Rivera         |     |
| 20         | Centrocampista | Federico Mateos       |     |
| 11         | Centrocampista | Fernando Cordero      | 78' |
| 9          | Delantero      | Nicolás Guerra        |     |
| 29         | Delantero      | Maximiliano Quinteros | 59' |
| Entrenador | Entrenador     | Jaime García          |     |

| 26 | Centrocampista | Marcelino Núñez  | 57' |  |
| 17 | Defensa        | Branco Ampuero   | 77' |  |
| 18 | Centrocampista | Diego Buonanotte | 77' |  |
|    |                |                  |     |  |
|    |                |                  |     |  |

| 21 | Centrocampista | Joe Abrigo        | 59' |  |
| 22 | Delantero      | Roberto Gutiérrez | 78' |  |
| 4  | Defensa        | José Navarrete    | 83' |  |
|    |                |                   |     |  |
|    |                |                   |     |  |

| Anotado · Penal | 78' | Fernando Zampedri | 1–1 |

| Anotado | 69' | Federico Mateos | 0–1 |

|                    |                  | 0:0 | Fallo de penal   | Federico Mateos |
| Diego Buonanotte   | Fallo de penal   | 0:0 |                  |                 |
|                    |                  | 0:1 | Acierto de penal | Manuel Rivera   |
| Marcelino Núñez    | Acierto de penal | 1:1 |                  |                 |
|                    |                  | 1:2 | Acierto de penal | Joe Abrigo      |
| Alfonso Parot      | Acierto de penal | 2:2 |                  |                 |
|                    |                  | 2:3 | Acierto de penal | Nicolás Guerra  |
| Ignacio Saavedra   | Acierto de penal | 3:3 |                  |                 |
|                    |                  | 3:4 | Acierto de penal | Nicolás Vargas  |
| Fernando Zampedri  | Acierto de penal | 4:4 |                  |                 |
|                    |                  | 4:5 | Acierto de penal | Nicola Pérez    |
| Tomás Asta-Buruaga | Acierto de penal | 5:5 |                  |                 |
|                    |                  | 5:6 | Acierto de penal | Bernardo Cerezo |
| Valber Huerta      | Acierto de penal | 6:6 |                  |                 |
|                    |                  | 6:6 | Fallo de penal   | José Navarrete  |
| Diego Valencia     | Acierto de penal | 7:6 |                  |                 |

| Amonestado | 39'   | Diego Valencia    |
| Amonestado | 43'   | Juan Leiva        |
| Amonestado | 90+6' | Fernando Zampedri |

| Amonestado | 25'   | Maximiliano Quinteros |
| Amonestado | 39'   | Jovany Campusano      |
| Amonestado | 45+1' | Nicolás Vargas        |

| Otorgado · Otorgado otra vez · Expulsado | 88' | Juan Leiva |

| Árbitro             | Francisco Gilabert  |
| Árbitros asistentes | Christian Schiemann |
| Árbitros asistentes | Claudio Urrutia     |
| Cuarto árbitro      | Cristian Garay      |
| VAR                 | Juan Ignacio Lara   |
| VAR                 | Manuel Vergara      |

## Campeón
|                                  |
| Universidad Católica 4.to título |